# Batalla de Tsaritsin
La batalla de Tsaritsin fue un enfrentamiento militar entre las fuerzas bolcheviques y el Ejército Blanco durante la guerra civil rusa, entre julio de 1918 y enero de 1920. El combate tuvo lugar en Tsaritsin —más tarde renombrada Stalingrado y actualmente conocida como Volgogrado— para el control de esta importante ciudad y el puerto en el río Volga, en el suroeste de Rusia. La batalla resultó en una victoria bolchevique.
La ciudad, que había sido un importante centro de apoyo para la Revolución de Octubre y permanecía en manos de los rojos, fue sitiada tres veces por cosacos del Don antibolcheviques bajo el mando de Piotr Krasnov: julio-septiembre de 1918, septiembre-octubre de 1918 y enero-febrero de 1919. Otro intento de conquistar Tsaritsin fue hecho en mayo-junio de 1919 por el Ejército de Voluntarios, que capturó con éxito la ciudad. A su vez, entre agosto de 1919 y enero de 1920, los blancos defendieron la ciudad contra los bolcheviques. Tsaritsin fue finalmente reconquistada por los éstos a principios de 1920.
La defensa de Tsaritsin, apodado el Verdún Rojo, fue uno de los eventos más ampliamente descritos y conmemorados de la Guerra Civil en la historiografía, el arte y la propaganda soviéticos. Esto se debió al hecho de que Iósif Stalin participó en la defensa de la ciudad entre julio y noviembre de 1918.

## Contexto histórico

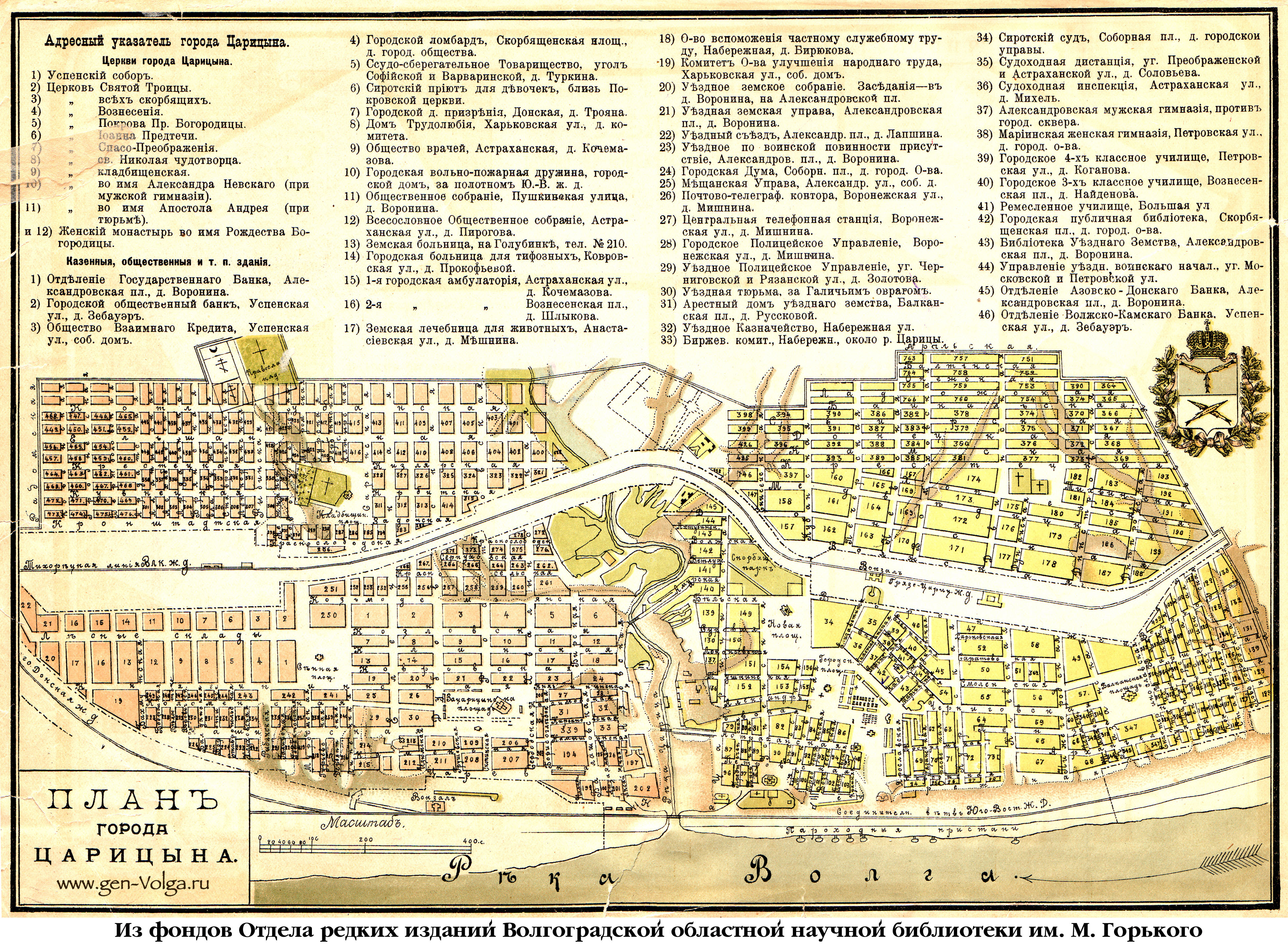
Plano de la ciudad de Tsaritsin en 1913, en la época zarista

Durante la Revolución Rusa, la ciudad fuertemente industrializada de Tsaritsin se convirtió en un poderoso centro revolucionario. La ciudad, situada en el bajo Volga, era de importancia estratégica para los bolcheviques. Fue a través de Tsaritsin que los suministros de alimentos y petróleo de Bakú llegaron a Moscú. El ferrocarril que atraviesa la ciudad también proporcionó al Consejo de Comisarios del Pueblo partidarios de Asia Central. La ciudad también fue sede de grandes fábricas de municiones.
En mayo de 1918, la República del Don Soviética colapsó y la anticomunista República del Don tomó el poder en la región. Durante los meses siguientes, la importancia estratégica de Tsaritsin creció aún más: al controlar la ciudad, los rojos impidieron que las fuerzas contrarrevolucionarias de los cosacos del Don, los Urales y Oremburgo se unieran, pero ellos mismos tuvieron la oportunidad de redesplegar fuerzas desde el norte hacia las áreas controladas por los blancos en Kubán. y el Cáucaso septentrional. Tsaritsin también protegió otro centro significativo controlado por los bolcheviques: Sarátov.
En junio de 1918, el Frente Sur del Ejército Rojo fue puesto bajo el mando de Kliment Voroshilov, un revolucionario de Dombás. Comenzó a reunir un ejército para defender Tsaritsin, que consistía en tropas locales y formaciones que habían logrado retirarse a la ciudad desde el Don y Dombás. Ese mismo mes, Iósif Stalin llegó a la ciudad y rápidamente se unió al mando de las fuerzas locales, a pesar de haber sido enviado inicialmente para obtener grano para Moscú. Juntos, Voroshilov y Stalin establecieron el Distrito Militar del Cáucaso Norte, con el fin de reunir la defensa de la ciudad y centralizar el control sobre todas las fuerzas rojas en la región. El ejército que Voroshilov reunió finalmente se convirtió en el 10º Ejército del Frente Sur.
Mientras tanto, el atamán Piotr Krasnov convenció al Krug del Don de ocupar las ciudades fronterizas con la República del Don, incluyendo Tsaritsin, Kamishin, Balashov, Povórino, Novojopiorsk, Kalach y Boguchar.

## Primer asedio (julio-septiembre de 1918)
De mayo a julio de 1918, los cosacos del Don bajo el mando de Piotr Krasnov fueron capaces de movilizar a 40 000 hombres, iguales en tamaño pero mejor entrenados que las tropas rojas presentes en la región. A finales de julio, los cosacos habían cortado la línea ferroviaria hacia Tsaritsin y el Ejército de Voluntarios se había apoderado de varias ciudades en ruta a la ciudad, rodeando completamente a las fuerzas rojas en Tsaritsin.
Los cosacos del Don lanzaron su primer ataque contra Tsaritsin a finales de agosto de 1918, pero esta ofensiva fue rechazada a mediados de septiembre. Los bolcheviques, a su vez, organizaron una contraofensiva a lo largo de las tres líneas ferroviarias que salían de la ciudad. Aunque inicialmente tuvo éxito, la contraofensiva se detuvo después de dos semanas, cuando los blancos recibieron refuerzos de Vorónezh. La posibilidad de una ofensiva contra Vorónezh representaría una amenaza mayor para el gobierno soviético en Moscú que el posible colapso de Tsaritsin.

## Segundo asedio (septiembre-octubre de 1918)
Hacia finales de septiembre, como parte de una reorganización más amplia de todo el Ejército Rojo, coordinada por su comandante en jefe Jukums Vācietis y el comisario militar León Trotski, las fuerzas rojas en Tsaritsin pasaron a llamarse oficialmente 10º Ejército. Todavía estaba comandado por Kiliment Voroshilov, pero los bolcheviques reorganizaron todo el Frente Sur, poniendo a la cabeza al ex general zarista Pavel Sytin.
Al mismo tiempo, comenzó una segunda ofensiva cosaca bajo el mando general de Piotr Krasnov, y con la participación de un grupo de 50 000 jinetes bajo el mando de Konstantin Mamontov.La batalla comenzó cuando las fuerzas blancas bajo el Atamán Pyotr Krasnov sitiaron Tsaritsin en el otoño de 1918, haciendo retroceder a los defensores del Ejército Rojo en las áreas que rodean la ciudad en la orilla oeste. Los líderes locales bolcheviques llamaron desesperadamente a Moscú en busca de refuerzos y armas, pero no recibieron nada más que órdenes de mantenerse firmes. A mediados de octubre, la ciudad estaba casi completamente rodeada y la única ventaja que tenían los rojos era la artillería, lo que les permitió mantener el control sobre la ciudad. Inmediatamente estalló un conflicto en Tsaritsin, entre Stalin y Voroshilov por un lado, y Trotski, Vacietis y Sytin, por el otro.
Stalin interfirió con asuntos más allá de su competencia e instó a Voroshilov a ignorar las órdenes de Sytin. Cuando el 29 de septiembre de 1918 Sytin llegó a Tsaritsin desde su cuartel general en Kozlov, estalló una pelea en una reunión del Consejo Militar del Cáucaso Norte, y dos días después, contra la voluntad del alto mando, Voroshilov fue nombrado comandante del Frente. Trotski y Vacietis exigieron que Stalin fuera privado de su puesto como comisario y que Voroshilov fuera llevado ante un tribunal militar. En respuesta, Stalin envió telegramas a Vladimir Lenin quejándose de Trotski.
Contra las órdenes del comando del Ejército Rojo, la División de Acero de 15 000 hombres de Dmitry Zhloba (entonces parte del 11º Ejército de Iván Sorokin) marchó desde el Cáucaso Norte hacia Tsaritsin. El 15 de octubre, la división de Zhloba atacó a las fuerzas de Krasnov en un ataque sorpresa, rompiendo el asedio. Después de estos eventos, la división de Zhloba se incorporó al 10º Ejército. A finales de mes, los cosacos se vieron obligados a renunciar.
En el transcurso de la batalla, Stalin había desobedecido regularmente las órdenes de Moscú, confiscando ilegalmente los suministros enviados desde Moscú a través de Tsaritsin hacia el Cáucaso. En noviembre de 1918, Stalin fue retirado de Tsaritsin debido a su insubordinación y abandonó la ciudad después de que se levantara el asedio. Un poco más tarde Sytin perdió su propia posición, y Pēteris Slavens fue nombrado en su lugar.

## Tercer asedio (diciembre de 1918 – febrero de 1919)
Piotr Krasnov era ahora en gran medida incapaz de convencer a los cosacos de luchar fuera de la región del Don, pero con dificultad los persuadió para que dirigieran tropas a las ciudades ubicadas fuera de la región. Los líderes cosacos civiles y sus comandantes militares de rango intermedio, e incluso los asociados más cercanos de Krasnov, no estaban interesados en la situación en otros frentes de la guerra civil. Mientras que los bolcheviques dirigieron las mejores fuerzas a su disposición a Tsaritsin, entendiendo la importancia de este centro, los cosacos se preocuparon principalmente por conquistar la parte norte de la región del Don, que no era tan importante en el contexto más amplio de la guerra. Por lo tanto, Krasnov trató de convencer a los comandantes del Ejército de Voluntarios, los generales Antón Denikin y Mijaíl Alekséyev, para coordinar un ataque contra la ciudad. Sin embargo, tampoco consideran que su ocupación sea una prioridad. Denikin era consciente del hecho de que los cosacos sólo estaban interesados en dominar un área específica, y que no querrían luchar contra los bolcheviques fuera de ella. El Ejército de Voluntarios se dirigió en la dirección opuesta, profundamente en Kuban, capturándolo a finales de 1918.
A finales de noviembre de 1918, gracias a la reorganización y la creciente superioridad numérica del Ejército Rojo, los soviéticos obtuvieron una ventaja sobre las fuerzas de Krasnov. Sin embargo, en diciembre de 1918 los cosacos lograron rodear Tsaritsin de nuevo. En enero de 1919, las batallas alrededor de la ciudad se libraron de nuevo con resultados variables. Gracias al desplazamiento de fuerzas desde el norte, la ventaja numérica de los rojos crecía constantemente, y la moral de los cosacos blancos estaba cayendo, con algunos de ellos pasando al lado de los bolcheviques o abandonando el ejército por completo. A principios de 1919, el Frente Rojo del Sur contaba con 117 000 soldados, 2 040 ametralladoras y 460 cañones de artillería, que era 1/4 de todo el Ejército Rojo. Por otro lado, Krasnov todavía comandaba una fuerza de 50 000 soldados en noviembre de 1918, pero en febrero de 1919 solo 15 000 cosacos permanecían con él.
El 26 de diciembre de 1918, Voroshilov fue reemplazado como comandante del 10º Ejército por Aleksandr Yegórov, un ex oficial zarista. y uno de los comandantes rojos más talentosos durante la guerra civil. A finales de enero de 1919, el cargo de comandante del Frente Sur fue tomado por Vladimir Gittis. Bajo su mando, hasta finales de abril de este año, las fuerzas del Frente Sur (principalmente el 8º, 9º y 13º Ejércitos Rojos y el 2º Ejército Soviético de Ucrania) llevaron a cabo una ofensiva que terminó con un rebote en Rostov y llegando a la línea entre el Sal y Mánych, con la perspectiva de marchar hacia Bataisk y Tijoretsk.
Después de la salida del ejército austrohúngaro de Ucrania y los ataques de las fuerzas rojas, las derrotas de los cosacos del Don cerca de Tsaritsin los obligaron a subordinarse al mando del Ejército de Voluntarios. El 19 de febrero de 1919, Piotr Krasnov tomó el mando, entregándolo a Afrikán Bogayevski y acordando que los cosacos del Don, Terek y Kubán se unirían al Ejército de Voluntarios para formar parte de las Fuerzas Armadas del Sur de Rusia.

## Los blancos capturan Tsaritsin (junio de 1919)

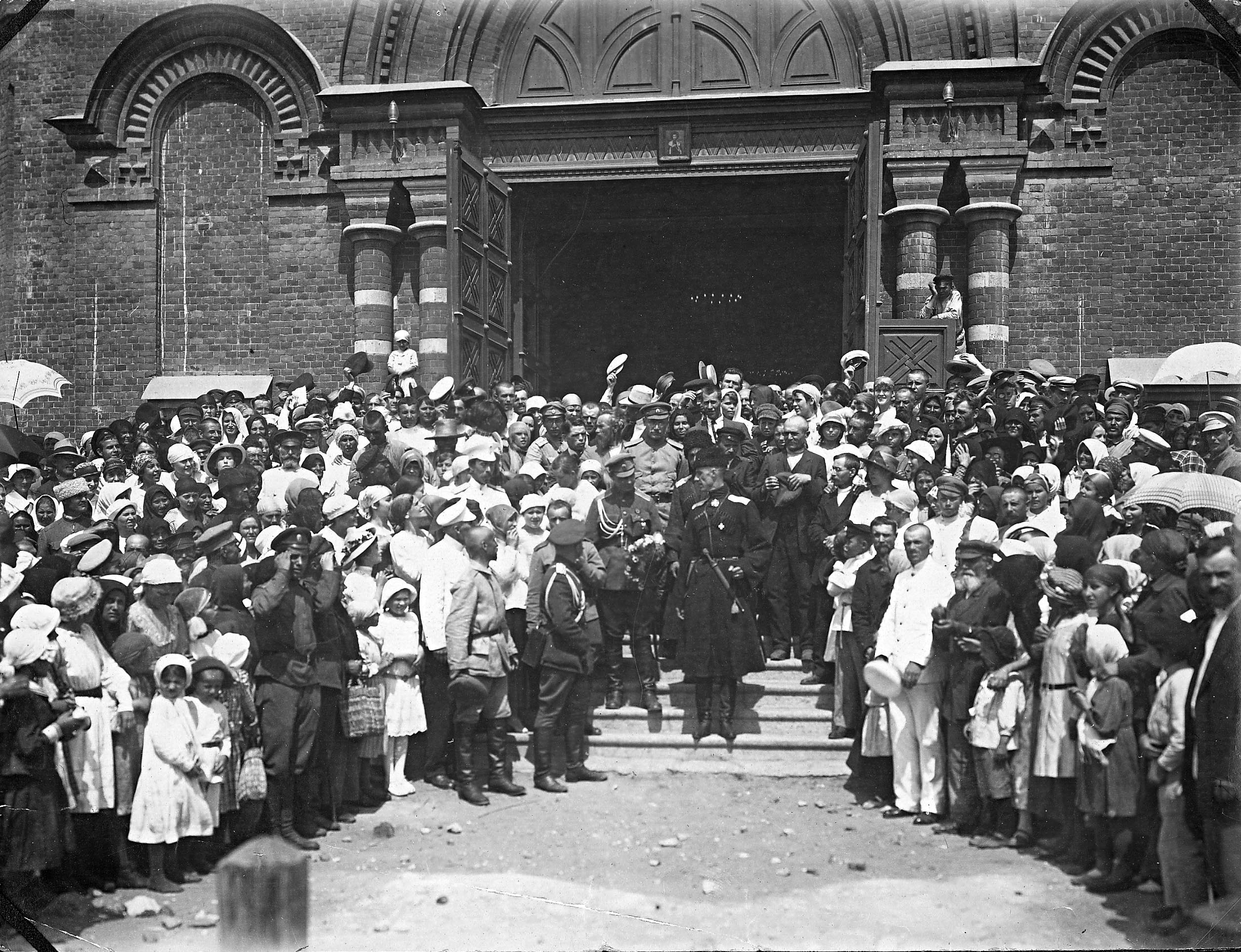
Pyotr Wrangel liderando el desfile de la victoria en la Catedral Alejandro Nevski, Volgogrado, tras la captura de la ciudad el 30 de junio de 1919.

Según las fuentes soviéticas, la ciudad fue salvada por las acciones del presidente local del comité militar, Iósif Stalin. Stalin instó a sus camaradas a seguir combatiendo y desobedeció las órdenes directas de Moscú al pedir apoyo a las fuerzas del Cáucaso, apodado la División de Acero de Zhloba. Estas fuerzas pudieron atacar a las fuerzas Blancas en la retaguardia y derrotarlas, salvando a Tsaritsin para los bolcheviques. Tras tres combates principales que se desarrollaron alrededor de la ciudad durante toda la batalla, la ciudad aún permanecía en manos de los bolcheviques.
En el verano de 1919, los suministros de armas y municiones entregados a los blancos en Novorosíisk por los aliados, mientras que otro levantamiento cosaco había estallado en el Don en respuesta a la campaña de descosaquización. Los comandantes del Ejército Rojo en el Frente Sur, aparte de Mijaíl Tujachevski y Alexander Yegorov, resultaron ser incompetentes. En mayo-junio de 1919, los blancos obtuvieron una serie de victorias en el este de Ucrania, desplazando a las fuerzas soviéticas de la capital soviética ucraniana de Járkov y luego capturando Dombás, después de varios meses de lucha. En mayo, el 10º Ejército de Yegov se retiró en desorden hacia el este, a mediados de junio los cosacos de Kuban bajo el mando de Piotr Wrangel llevaron a cabo un asalto de caballería contra Tsaritsin, que fue rechazado. Sin embargo, la renovación del ferrocarril de Kuban a Tsaritsin permitió a los blancos transportar tanques, entregados por los británicos.
La toma de posesión temporal de la ciudad por parte de las tropas del general blanco Anton Denikin se inició el 30 de junio de 1919. El comandante Ewen Cameron-Bruce, del ejército británico, se ofreció voluntario para dirigir una misión de tanques británica que ayudaba al Ejército Blanco. Fue condecorado con la Orden del Servicio Distinguido por su valentía por asaltar y capturar sin apoyo (Cameron-Bruce había perdido un brazo en 1917 en la Batalla de Messines) la ciudad fortificada de Tsaritsin, bajo un intenso fuego de proyectiles en un solo tanque Mark V, ya que no había combustible para más tanques; esto condujo a la captura exitosa de más de 40 000 prisioneros. y apoderándose de 2 000 vehículos con suministros y municiones.
La caída de Tsaritsin se considera "una de las batallas clave de la Guerra Civil Rusa", que ayudó mucho a la causa rusa blanca. El notable historiador Sir Basil Henry Liddell Hart comenta que la acción de tanques de Bruce durante esta batalla debe ser vista como "una de las hazañas más notables en toda la historia del Cuerpo de Tanques". El 3 de julio de 1919, en el desfile de la victoria de las fuerzas de Wrangel en Tsaritsin, Denikin anunció el comienzo del avance blanco sobre Moscú ante el Icono de Nuestra Señora de Kazán.

## Los rojos recapturan Tsaritsin (agosto de 1919 – enero de 1920)
Como parte de la campaña blanca para capturar Moscú, el ejército caucásico, dirigido por Wrangel, marchó fuera de Tsaritsin, pasó por Kamishin (también en manos blancas), y a principios de agosto se acercaba a Sarátov. Sin embargo, la falta de reservas y suministros y el apoyo insuficiente de los cosacos de Kuban obligaron a Wrangel a retirarse a Tsaritsin. En agosto, el comando del Ejército Rojo confió la tarea de recapturar la ciudad a un grupo de ataque bajo Vasily Shorin. Wrangel se retiró a las afueras de Tsaritsin, donde se defendió con éxito contra las fuerzas de Shorin, infligiendo grandes pérdidas a los bolcheviques. Después de seis semanas de combates, solo pudieron defenderse pasivamente. La intención de Shorin de reagruparse y continuar su marcha sobre Tsaritsin fue finalmente frustrada por la inesperada incursión de caballería de Konstantín Mamontov en la retaguardia del Ejército Rojo, contra la que Shorin tuvo que dirigir parte de sus tropas.
El 3 de enero de 1920, entraron en Tsaritsin tropas del Frente Suroeste del Ejército Rojo,sin embargo, las fuerzas del 10º Ejército Rojo bajo Stalin y Voroshílov, esta vez apoyados por suministros y armas que habían llegado recientemente desde Moscú, organizaron un asalto total hacia la ciudad y la retomaron totalmente el 10 de enero de 1920. Como resultado, el derrotado Ejército Blanco, ahora reducido a meros números y en peligro de destrucción, se retiró hacia la península de Crimea.

## Represión posterior
Durante la batalla, la Checa creada localmente llevó a cabo una despiadada campaña de represión dirigida a aquellos considerados burgueses, clérigos, intelectuales u oficiales zaristas, muchos de los cuales habían respondido a un llamamiento local para unirse al Ejército Rojo. Las víctimas también fueron aquellos que cuestionarían la política. Stalin, habiéndose concedido poderes militares en la ciudad, procedió a arrestar al actual general del Ejército Rojo Snesarev y a los oficiales y especialistas zaristas que ya estaban sirviendo en el Ejército Rojo y los detuvo en una barcaza en el río Volga. El destino final de los prisioneros fue el hambre o la ejecución, excepto para Snesarev, que fue liberado por orden de Trotski y reasignado a otro lugar.
Stalin también había intrigado confiscar a sus colegas K.E. Makhrovsky, que había sido enviado por Lenin para obtener combustible, dinero, combustible, tren e hizo que su asistente, N.P. Alekseev, su comisariado de transporte, fuera fusilado junto con sus dos hijos sin un juicio en relación con un supuesto complot.
Las ejecuciones y los supuestos complots fueron difundidos en los periódicos en un intento de galvanizar al público. Esa puede haber sido la primera instancia que revela la proclividad del futuro líder a revelar numerosos complots y conspiraciones y enredar a las víctimas en juicios fabricados y publicitados con fines de agitación. Según Anatoly Nosovich, un desertor del Ejército Rojo, 

Stalin frecuentemente comentó en discusiones sobre las artes militares (...) Si el comandante más talentoso del mundo careciera de soldados políticamente conscientes debidamente preparados por la agitación, entonces, créanme, no podría hacer nada contra los revolucionarios que eran pequeños en número pero altamente motivados
Anatoly Nosovich

El soviet local intentó investigar los arrestos y ejecuciones en curso, pero fue reprendido por la Checa local.

## Consecuencias
Por estas y posteriores acciones en la ciudad de Tsaritsin, pasó a llamarse Stalingrado en 1925 para honrar a Stalin. En 1937, las batallas por Tsaritsin actuaron como telón de fondo para la novela Pan de Alekséi Tolstói. En 1942, los hermanos Vasíliev dramatizaron los eventos en una película de dos partes La defensa de Tsaritsin. La ciudad volvería a ser un campo de batalla, esta vez para la batalla decisiva del Frente Oriental de la Segunda Guerra Mundial: la Batalla de Stalingrado. 
La ciudad fue renombrada en 1961 a Volgogrado por Nikita Jrushchov durante sus reformas de desestalinización.

## Galería de imágenes

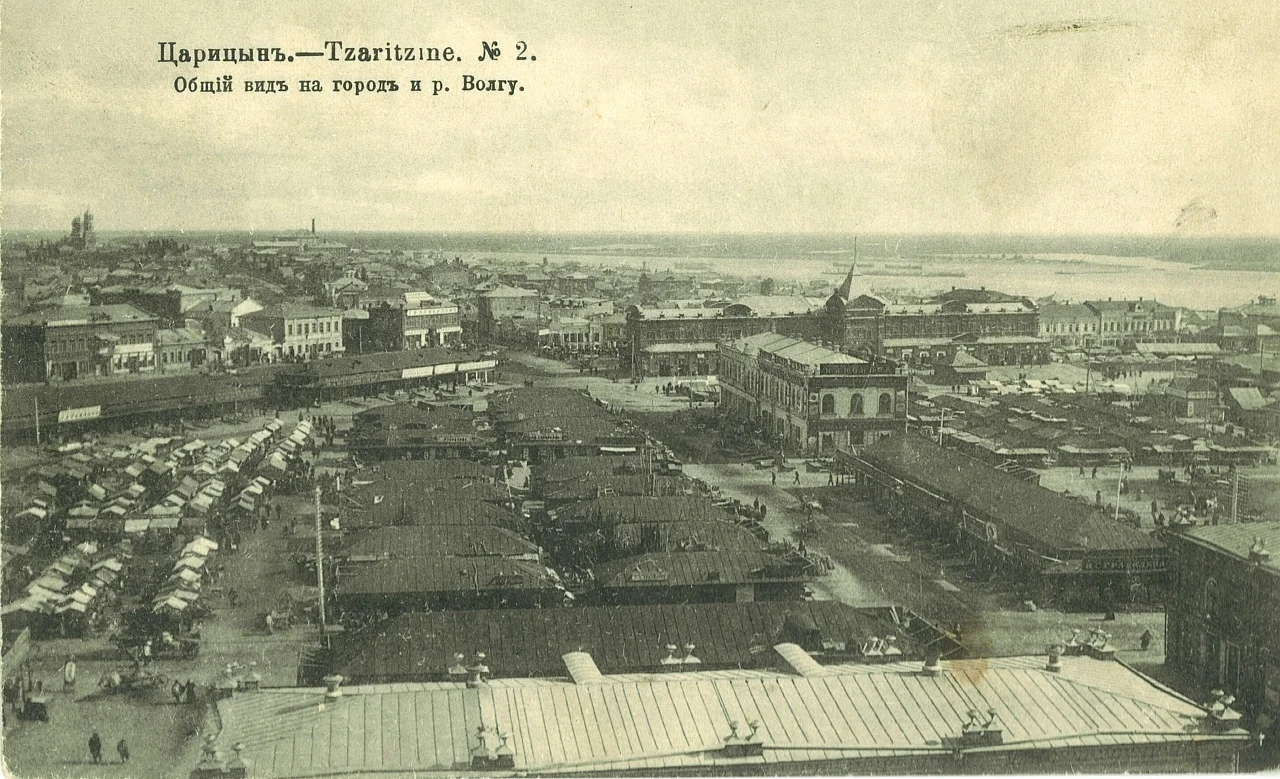
Vista de la ciudad circa 1913, antes de la Revolución Rusa.
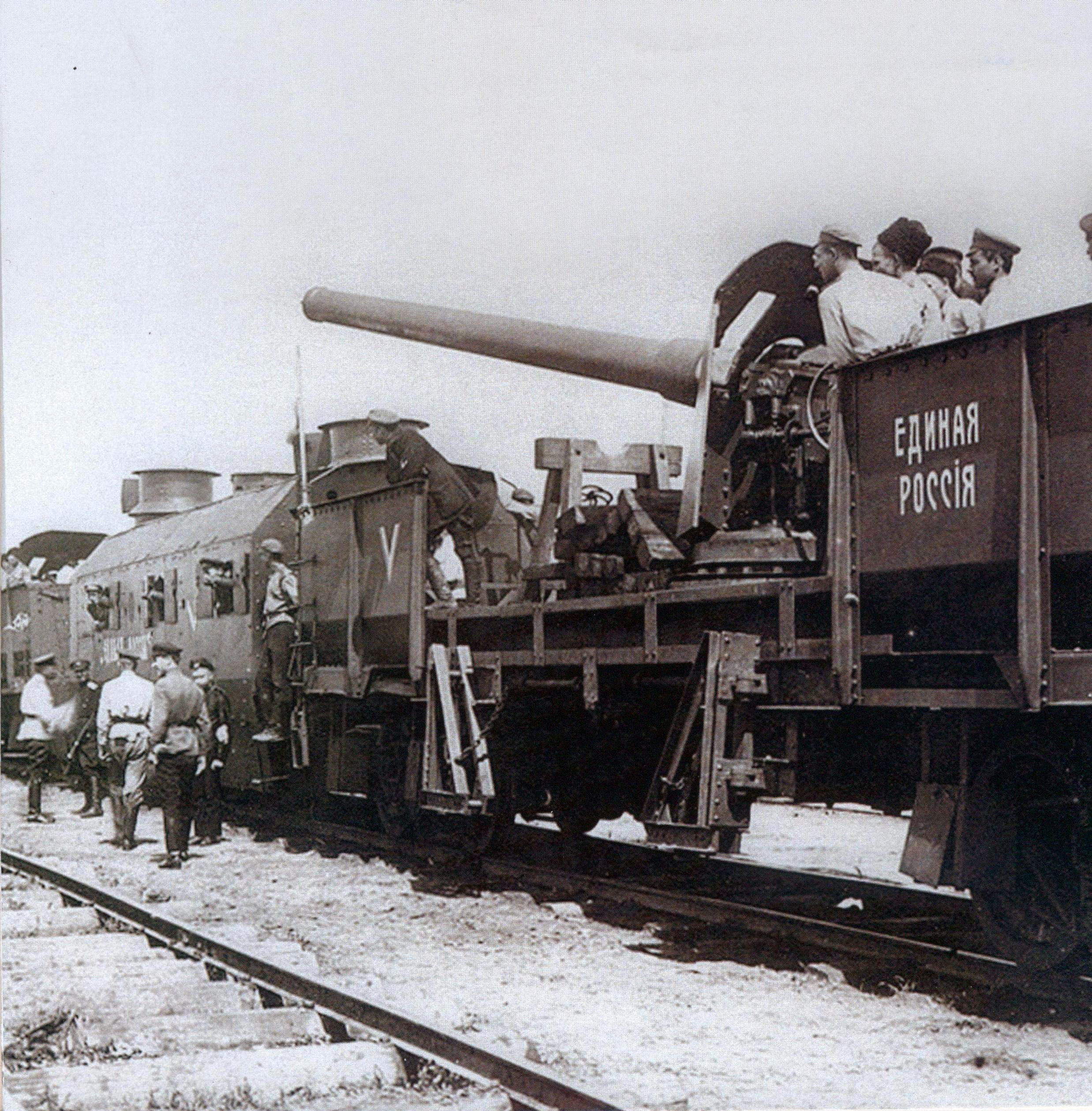
Tren artillado del Ejército Blanco Rusia Unida, dirigiéndose a Tsaritsin entre el 15 y 17 de junio de 1919, perteneciente al Ejército de Voluntarios.
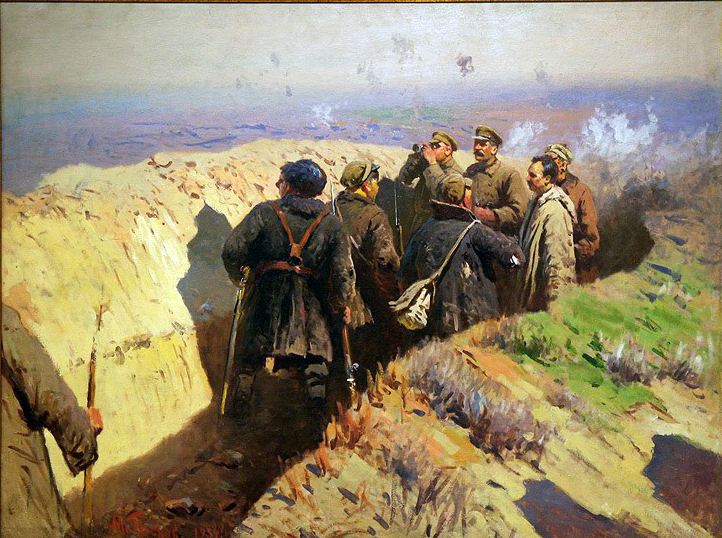
Stalin, Kliment Voroshilov y Yefim Shchadenko en las trincheras de Tsaritsin. Pintura alegórica de Mitrofan Grekov en 1934.